# Борис Прокопич
Борис Прокопич (нім. Boris Prokopič, нар. 29 березня 1988, Попрад) — австрійський футболіст словацького походження, півзахисник «Альтаха».

## Ігрова кар'єра
Народився 29 березня 1988 року в чехословацькому місті Попраді. Починав займатися футболом на батьківщині, а вже у 2002 перебрався до Австрії, де продовжив опановувати футбольну майстерність в юнацьких командах футбольних клубів «Горн» та «Рапід» (Відень).
У дорослому футболі дебютував 2008 року виступами за команду клубу «Рапід» (Відень), в якій виходив на поле епізодично, провівши за три сезони лише дві гри чемпіонату. 
«Ваккер» (Інсбрук) орендував футболіста 2010 року. Того року Борис відіграв за інсбруцьку команду 19 матчів в національному чемпіонаті.
Наступного року повернувся до «Рапіда», де поступово почав регулярно виходити на поле в офіційних матчах. За перші два роки після повернення з оренди 27 разів з'являвся у складі віденської команди у матчах національної першості. Втім згодом тренерський штаб «Рапіда» припинив розраховувати на гравця, і 2013 він перейшов до друголігової австрійської команди «Альтах».

## Титули і досягнення
- Володар Кубка Ліхтенштейну (1):

Вадуц: 2018-19